# Старија
Старија (ткђ. 5) шести је албум Стоје. Издат је 2004. године. Издавачка кућа је Grand Production, а продуцент Александар Радуловић Фута.

## Песме
1. Старија
2. Да исечеш вене
3. Дијаманти
4. Дупло пиће
5. До пола
6. Говоре ми твоје очи
7. Од сплава до сплава
8. Не дам ти